# Antonio Arcioni (cardinale)
Antonio Arcioni (Roma, 1340/1350 – Roma, 21 luglio 1405) è stato un cardinale e vescovo cattolico italiano.

## Biografia
Dopo essere stato vicario generale di Montecassino, nel 1380 papa Urbano VI lo nominò vescovo di Aquino; il 6 febbraio 1387 fu trasferito alla sede di Ascoli Piceno; il 10 ottobre 1390 occupò la sede di Arezzo, ma solo per un anno; nel 1399 infine ritornò sulla sede di Ascoli Piceno.
Il 21 ottobre 1400 è stato nominato vicario del papa a Roma.
Fu creato cardinale da papa Innocenzo VII, con il titolo di San Pietro in Vincoli, nel concistoro del 12 giugno 1405.
Morì poco dopo il 21 luglio 1405 e fu sepolto nella basilica di Santa Maria Maggiore.